# Phillip Heselton
Philip Heselton nacido en 1946 es un gran reconocido escritor en temas relacionados con la Wicca, el Paganismo y misterios paranormales. Su éxito se debe exclusivamente a dos libros, "Wiccan Roots: Gerald Gardner and the Modern Witchcraft Revival" y "Gerald Gardner and the Cauldron of Inspiration" (ninguno de los dos ha sido publicado en castellano), los cuales reúnen evidencias históricas que enlazan el "New Forest coven" y los orígenes de la Wicca Gardneriana. Su trabajo actual se centra en la biografía de Gerald Gardner que compaginaba eventualmente como Delegado de Conservación para el Hull City Council antes de su retiro en 1997.

## Publicaciones
- En colaboración con Jimmy Goddard y Paul Baines: Skyways and Landmarks Revisited (1985)

- En colaboración con Brian Larkman: Earth Mysteries - An Explanatory Introduction (1985)

- Tony Wedd: New age pioneer (1986). Northern Earth Mysteries. ISBN 0948635010

- The Elements of Earth Mysteries (1994). Element Books. ISBN 1852302283

- Secret Places of the Goddess: Contacting the Earth Spirit (1995). Capall Bann Publishing. ISBN 1898307407

- Mirrors of Magic: Evoking the Spirit of the Dewponds (1997). Capall Bann Publishing. ISBN 1898307849

- Leylines - A Beginner's Guide (1999). Hodder Arnold. ISBN 0340743166

- Magical Guardians: Exploring the Spirit and Nature of Trees 2nd revised edition. (1999). Capall Bann Publishing. ISBN 1861630573

- Front cover of Wiccan RootsWiccan Roots: Gerald Gardner and the Modern Witchcraft Revival (2000). Capall Bann Publishing. ISBN 1861631103

- Gerald Gardner and the Witchcraft Revival: The Significance of His Life and Works to the Story of Modern Witchcraft (2001). I-H-O Books. ISBN 1872189164

- Gerald Gardner and the Cauldron of Inspiration: An Investigation into the Sources of Gardnerian Witchcraft (2003). Capall Bann Publishing. ISBN 1861631642

- Datos: Q5637757